# DiscoverEU
DiscoverEU es una acción enmarcada dentro del programa Erasmus+ que permite a los jóvenes europeos de 18 años viajar en trenes mediante el billete europeo Interrail alrededor de la Unión y los otros países europeos miembros del programa Erasmus+ (Islandia, Liechtenstein, Noruega, Macedonia del Norte, Serbia y Turquía) hasta un mes, con derecho a ir acompañado por 4 amigos (máximo).

## Historia
La acción comenzó luego de que Vincent-Immanuel Herr iniciara una campaña Interrail gratis junto con Martin Speer con el objetivo de convencer a la Comisión Juncker de que presentara un billete Interrail gratuito para todos los ciudadanos de la UE cuando cumplieran 18 años. La iniciativa recibió una gran atención de los medios y fue apoyada por políticos de varios partidos y una mayoría de la sociedad alemana. En 2017 dio una charla TEDx. Después de un proyecto piloto en 2018 con 15 000 billetes Interrail gratuitos, la iniciativa salió adelante.
El premio en cuestión es un Pase Interrail Global de una semana, que tiene un precio de aproximadamente 251 euros.

## Planes de viaje
Hay dos tipos de viaje, el flexible y el fijo: con un bono de viaje flexible, podrás viajar en tren un número determinado de días de viaje durante un período de un mes. Puedes seleccionar libremente cada uno de los días de viaje dentro de ese período de un mes. En cada día de viaje, que dura de medianoche a medianoche, puedes tomar tantos trenes como sea necesario. Con el bono de viaje fijo, tendrás que elegir fechas de viaje fijas, que no podrán modificarse una vez se haya emitido tu bono. Los bonos de viaje fijos se reservarán en clase turista. Con esta opción, el número de países que puedes visitar se limita a dos.
El 95% de las personas viajan con el plan flexible.

## Críticas
Muchos son los problemas que acompañan a DiscoverEU, por ejemplo la calidad de los trenes. En ocasiones, la reserva de trenes es prácticamente requerida, ya que si no se hace hay posibilidad de quedarse tirado en la estación. Además, la calidad de los trenes gratuitos que no piden reserva puede ser baja, y en ocasiones provocar problemas como el que le ocurrió a un grupo de jóvenes gallegos en 2022 en Croacia.
Hasta 2022, el gasto de hostales, comidas, transporte dentro de las ciudades... no estaba incluido, y en 2022, se decidió obsequiar con una tarjeta de descuento que podrán utilizar, durante su viaje, en transporte público, cultura, alojamiento, comida a los beneficiarios de DiscoverEU.